# Groupe de NGC 1511
Le groupe de NGC 1511 est un trio de galaxies situé dans la constellation de l'Hydre mâle. La distance moyenne entre ce groupe et la Voie lactée est d'environ 19,8 Mpc (∼64,6 millions d'al).
D'autre part, la galaxie NGC 1511 est aussi dans la même région du ciel que les galaxies NGC 1511A (ESO 55-5)  et NGC 1511B (ESO 55-6). Leur distance avec la Voie lactée varie de 59 millions à 61 millions d'années-lumière. On pense donc qu'elles forment un triplet de galaxie. Il semble donc que Garcia a oublié la galaxie NGC 1511B.

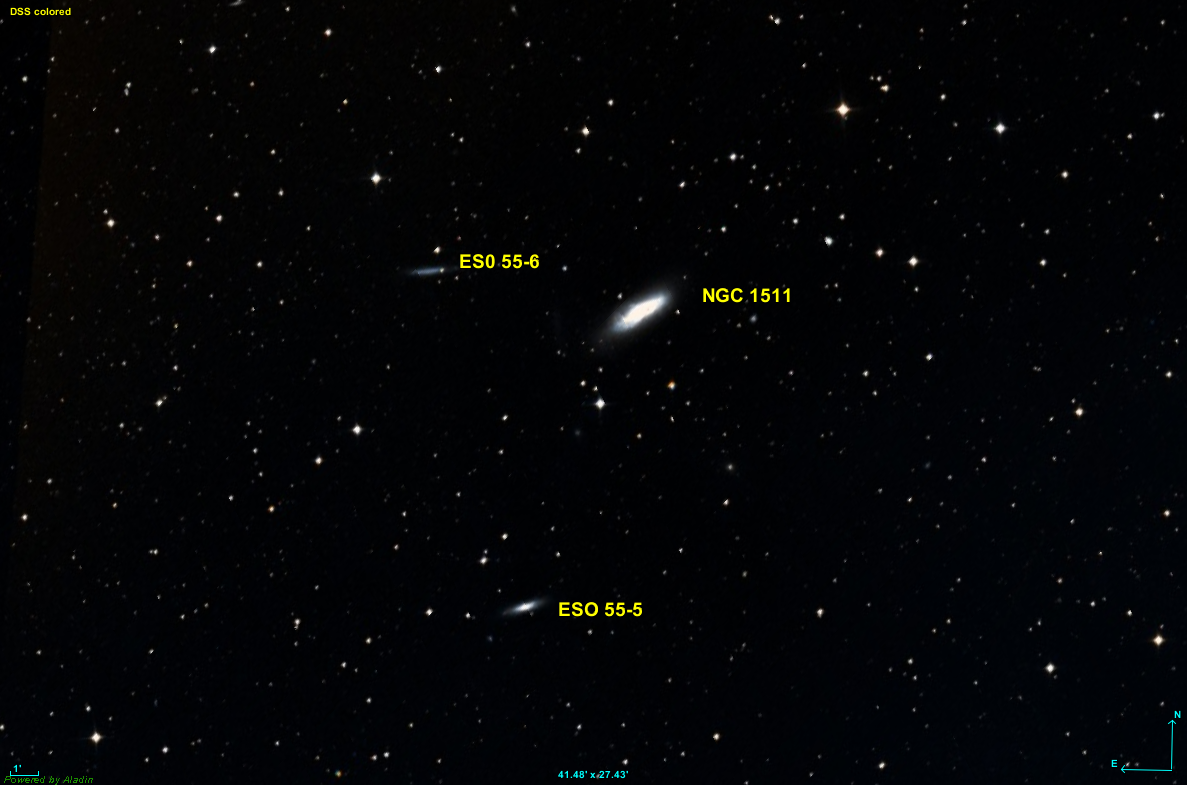
Le triplet de galaxies NGC 1511.

## Membres
Le tableau ci-dessous liste les trois galaxies du groupe indiquées dans l'article de A.M. Garcia paru en 1993.
| Nom                   | Class.   | Type                     | α (J2000.0)   | δ (J2000.0)  | Vitesse radiale (km/s) | m    | Distance (Mpc) | Diamètre (kal) |
| --------------------- | -------- | ------------------------ | ------------- | ------------ | ---------------------- | ---- | -------------- | -------------- |
| NGC 1473              | IB(s)m   | Irrégulière magellanique | 03h 47m 26.3s | -68° 13′ 14″ | 1393 ± 10              | 12,9 | 20,4 ± 1,4     | 41             |
| NGC 1511              | SAa pec? | Spirale                  | 03h 59m 37.0s | -67° 38′ 03″ | 1333 ± 5               | 11,3 | 19,6 ± 1,4     | 62             |
| NGC 1511A (PGC 14255) | SBa      | Spirale barrée           | 04h 00m 18.6s | -67° 48′ 25″ | 1333 ± 5               | 13,4 | 19,7 ± 1,4     | 56             |
| NGC 1511B             | SBd? sp  | Spirale barrée           | 04h 00m 54.7s | -67° 36′ 43″ | 1304 ± 3               | 14,5 | 19,2 ± 1,4     | 35             |

Le site DeepskyLog permet de trouver aisément les constellations des galaxies mentionnées dans ce tableau ou si elles ne s'y trouvent pas, l'outil du site constellation permet de le faire à l'aide des coordonnées de la galaxie. Sauf indication contraire, les données proviennent du site NASA/IPAC.